# Wat (tempel)
Een wat is een boeddhistische tempel in Cambodja, Laos of Thailand. Ook religieuze gebouwen van andere religies (bijvoorbeeld ruïnes uit de tijd van het hindoeïsme) kunnen met deze naam aangeduid worden.

## Gebouwen
Normaal gesproken bestaat een wat uit verscheidene gebouwen die door een muur omringd worden:
- Wihan, afgeleid van Vihāra - Een gebeds- en ontmoetingsruimte waar diverse activiteiten kunnen plaatsvinden, zoals: meditatie, de dagelijkse maaltijd, een conversatie tussen leken en monniken, het aanbieden van een gift aan de Gemeenschap van Monniken (de Sangha). De Wihan is gewoonlijk met de hoofdingang naar het oosten gericht. Een wat kan meer dan één wihan hebben.
- Ubosot, ook wel afgekort tot Bot, afgeleid van uposatha - Voornamelijk voor monniken toegankelijk en vaak expliciet verboden voor vrouwen. Het gebouw staat op gewijde grond, waarvan de grenzen worden gemarkeerd door grensstenen (Bai sema). De Ubosot is vaak als de Wihan op het oosten gericht, maar kan ook 90° gedraaid zijn, met de ingang naar het noorden. Een Ubosot is niet in iedere wat aanwezig, maar het is er nooit meer dan 1.
- Chedi (Khmer: Prang, Sanskriet/Pali: Stoepa, Singhalees: Dagoba) - Dit is een klokvormige aan de bovenkant spits aflopende toren, vaak bedekt met bladgoud.
- Ho Trai - De bibliotheek.
- Ho Rakang - De beltoren waar dagelijks de bel geluid wordt. Soms is die bel een oude doormiddengezaagde Amerikaanse bom uit de Vietnamoorlog. Er zijn echter ook ambachtelijk gemaakte bellen. In een Ho Rakang kunnen ook grote trommels staan, gemaakt met dierenhuid.
- Sala - Een openbaar paviljoen, kan gebruikt worden voor diverse doeleinden.
- Sala kanparien - De grootste sala.
- Kuti's - Dit zijn de hutjes waar de monniken in leven. In de grotere steden zijn er vaak flatgebouwen waar de monniken een eigen kamer hebben.
- Keuken - Waar gerechten bereid kunnen worden door de leken.

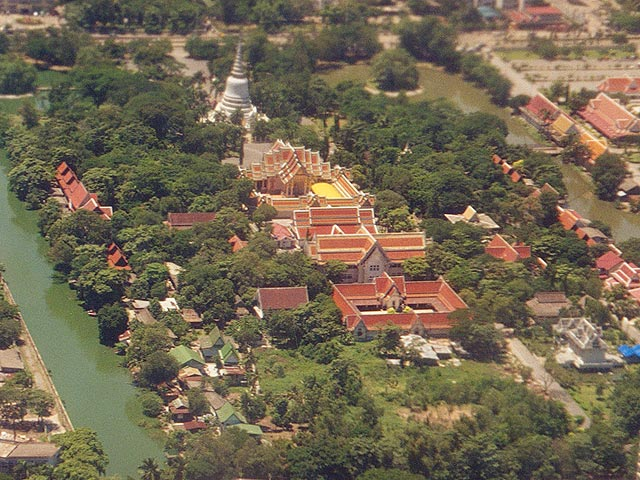
Wat Phra Sri Mahathat Woramahawihan in Bangkok

De Wihan- en Ubosot-gebouwen hebben meestal versieringen zoals chofahs, dakrand- en daknokversieringen. Ook de toegangsdeuren en de ramen zijn vaak rijkelijk versierd. In noordelijk Thailand zijn de Ubosot-gebouwen gewoonlijk kleiner dan de Wihan-gebouwen, terwijl dit in de rest van Thailand meestal juist omgekeerd is. Voor een Ubosot-gebouw gelden minimale afmetingen: er moeten minimaal 21 monniken in plaats kunnen nemen. De Prang en de Mondop zijn architectonische vormen die in dakstructuren kunnen voorkomen, maar ook als zelfstandig gebouw kunnen voorkomen. De prang symboliseert de mythische wereldberg Meru. Een bekende mondop als zelfstandig gebouw is de Phra Mondop van Wat Phra Kaew die daar als bibliotheek fungeert.
Op een tempelterrein staat ook meestal een bodhiboom.

Een wat kan behalve een religieuze functie ook verscheidene andere functies hebben:
- School
- Museum
- Feestplaats
- Weeshuis
- Jaarmarkt op feestdagen
- het centrum van samenwerkingsprojecten in de samenleving

## Wats in verschillende landen
Wats hebben in verschillende landen vaak een eigen architectonische traditie. Enkele bekende wats zijn:
- Angkor Wat, Siem Reap Cambodja
- Wat Si Saket, Vientiane Laos
- Wat Phou, Champassak Laos
- Wat Phra Kaew, Bangkok Thailand (zie ook: Lijst van boeddhistische tempels in Thailand)

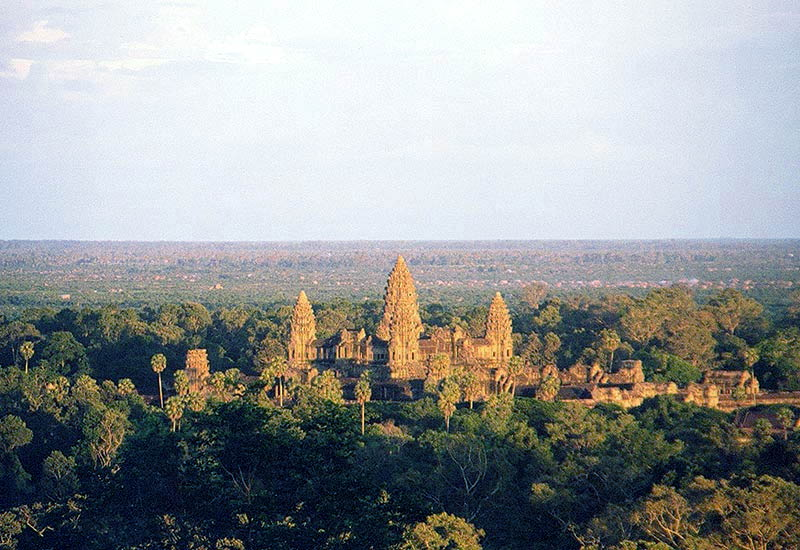
Angkor Wat
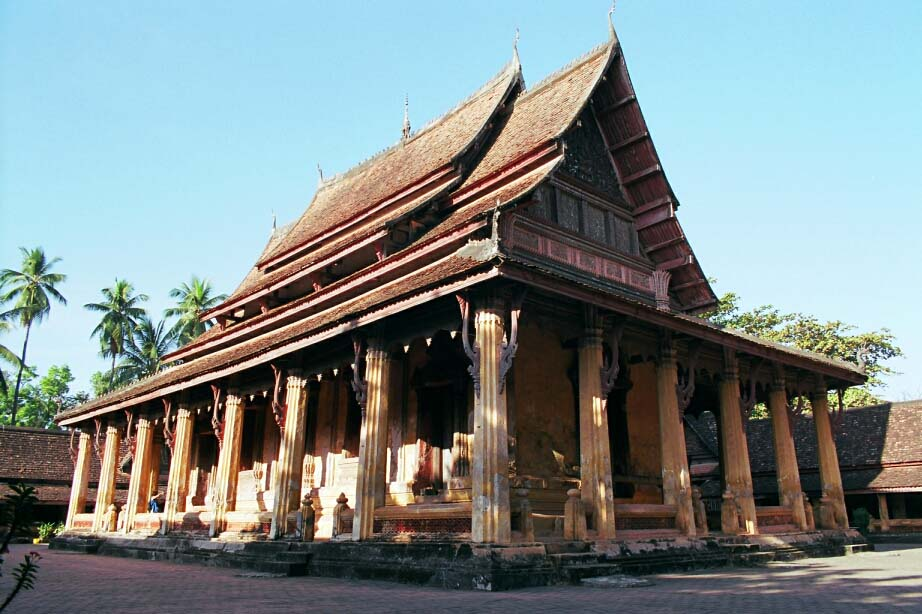
Wat Si Saket
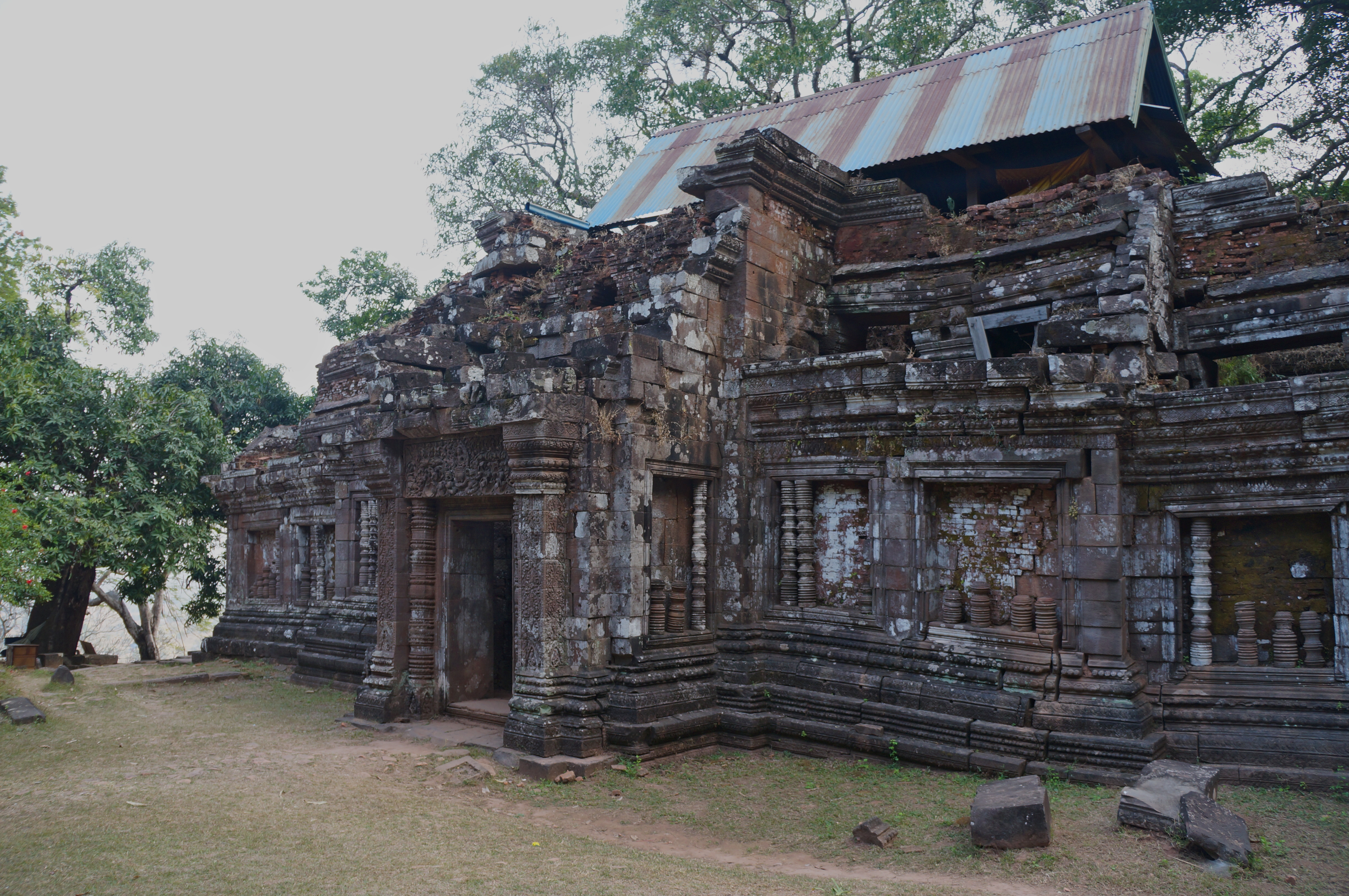
Wat Phou
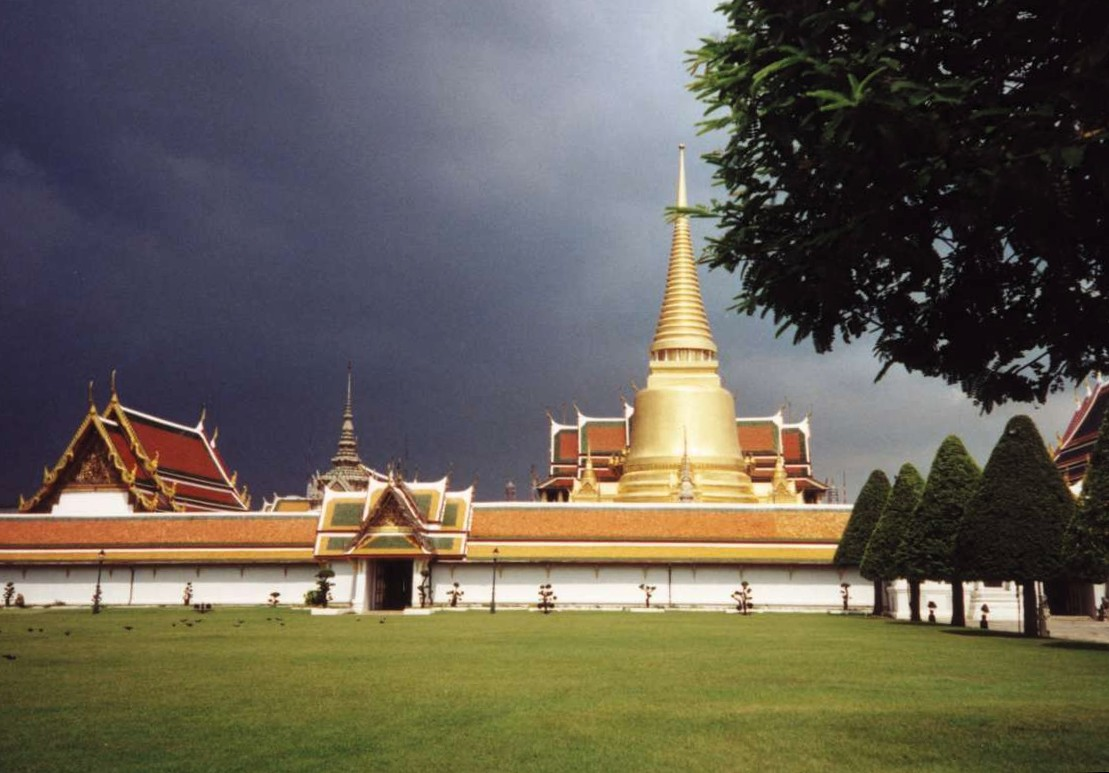
Wat Phra Kaew

## Situatie in Thailand
In hoofdlijnen kunnen er twee soorten wats onderscheiden worden, de dorpstempel en het bosklooster. Deze onderscheiding was er al sinds de tijd van de Boeddha, 2550 jaar geleden.

### Dorpstempel
Een dorpstempel (Thai: wat baan) is gevestigd in een dorp of stad, en heeft daardoor een grote sociale rol binnen de lokale gemeenschap. De monniken die er leven besteden relatief veel van hun tijd aan hun sociale functies en aan de studie van de geschriften, en relatief weinig tijd aan meditatie. Dit zal echter verschillen per monnik. De monniken die er leven hebben een zeer hoge morele code van discipline (de patimokkha). Over het algemeen houden ze zich er echter niet al te streng aan. Ze gebruiken bijvoorbeeld vrijwel allemaal geld, wat niet toegestaan is volgens de patimokkha.
Veel mensen in de gemeenschap geven dagelijks voedsel aan de monniken die in de lokale wat leven. Ook zal de gemeenschap op diverse andere manieren de wat steunen. Ze kunnen bijvoorbeeld meehelpen om een gebouw te repareren, de op de grond gevallen bladeren weg te vegen of financiële ondersteuning te geven. Een keer per week is er voor de lokale bevolking de mogelijkheid om een etmaal in het klooster door te brengen (de Uposatha-dag), als onderdeel van de persoonlijke praktijk van de Dhamma, de leer van het boeddhisme. Iemand die de Uposatha-dag in de tempel doorbrengt kleedt zich die dag in het wit en eet slechts in de ochtend, draagt geen (of minder) parfum en juwelen, slaapt op de grond en kijkt geen tv.
De tempel en de monniken die er leven ondersteunen de lokale bevolking op diverse manieren. Zo kan er bijvoorbeeld een lagere school zijn, een weeshuis, een museum, een feestplaats, een maandelijkse vertoning van films op groot scherm, een jaarmarkt, en het centrum van samenwerkingsprojecten in de omgeving. Ook zullen de dorpelingen naar de Wat gaan voor begrafenissen, en zullen ze op speciale gelegenheden de monniken uitnodigen naar hun huis om de traditionele pali-verzen op te zeggen, wat als een zegen beschouwd wordt.

### Bosklooster
Een bosklooster (Thai: wat paa) is over het algemeen gevestigd buiten het dorp, op een afstand van 500 meter tot zo'n 5 kilometer. De boskloosters zijn meer gericht op de ontwikkeling van de persoonlijke praktijk van de monniken. Er is doorgaans meer gelegenheid voor het praktiseren van meditatie. De monastische discipline (Vināya) wordt er doorgaans strenger nageleefd. Het is voor de bosmonniken daarom ook niet toegestaan om geld te gebruiken. De boskloosters zijn doorgaans met minder luxe uitgerust, en het leven is er ook meer eenvoudig en simpel. Feesten en films voor de lokale bevolking zullen er dan ook niet vertoond worden. Begrafenissen en recitatie van de suttas voor de dorpelingen vinden echter wel plaats. De rijkere boskloosters, waar beroemde meditatieleraren wonen of gewoond hebben, gebruiken het overschot aan giften vaak om de lokale gemeenschap te ondersteunen. Zo zijn er verschillende beroemde boskloosters die een groot gedeelte van de giften aan het klooster geven aan armere kloosters, ziekenhuizen en scholen.
Het merendeel van de boskloosters die heden ten dage in Thailand bestaan zijn gesticht na 1950. De oorsprong van de boskloosters is de persoonlijke praktijk van monniken die vanaf het jaar 1900 in de bossen van Thailand rondtrokken, op zoek naar de vrede in zichzelf en de hoogste persoonlijke realisaties. Zij trokken zonder vaste verblijfsplaats rond in de bossen, en verdroegen allerlei moeilijke omstandigheden zoals tijgers, muskieten, geesten, regenstormen en het koude klimaat in de bergen. Ze hadden dus veel tijd voor meditatie en maakten dingen mee die zeer sterke emoties als angst en onzekerheid genereerden, en ze gebruikten deze situaties voor hun persoonlijke ontwikkeling. In de jaren tussen 1950 en 1970 waren veel van deze monniken door de verdergaande ontbossing en andere maatschappelijke ontwikkelingen gedwongen zich in een bepaalde plaats te vestigen. Over het algemeen ging dit op een natuurlijke manier: de monniken waren veelal bekend bij de lokale bevolking en werden door een groep dorpelingen uitgenodigd om zich te vestigen in een bos niet al te ver van het dorp.
Tegenwoordig zijn veel van deze oorspronkelijke bosmonniken overleden, maar de kloosters die door hen gesticht zijn bestaan nog steeds en hun leerlingen zijn nu zelf meester. Veelal hebben deze kloosters ook zijvestigingen (of dochter-kloosters) in andere dorpen en regio's van Thailand. Het aantal boskloosters groeit nog steeds.

## Zie ook

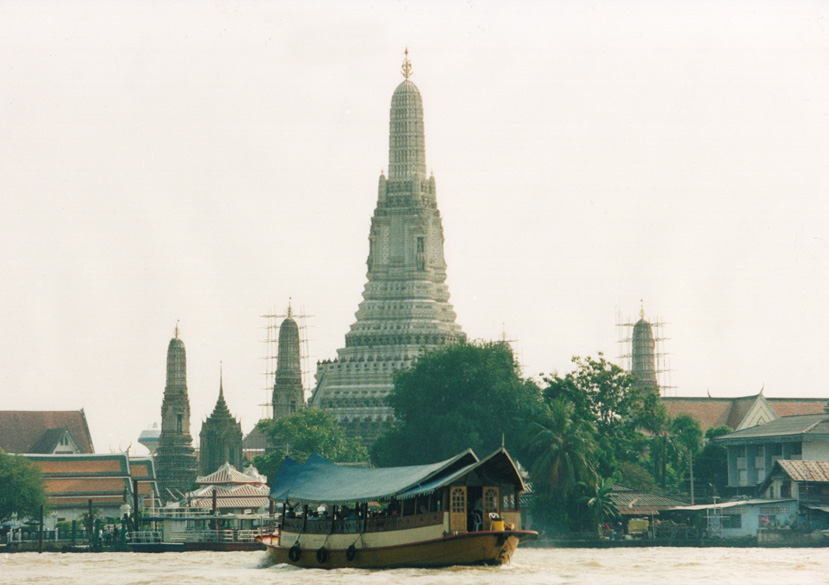
Wat Arun in Bangkok